# Катексис
Кате́ксис (др.-греч. κάθεξις — удержание, задержание) — термин динамической психологии, обозначающий интенсивность проявления психических процессов и динамику течения психической энергии.
Зигмунд Фрейд использовал этот термин для характеристики интенсивности проявления психических процессов, динамики течения психосексуальной энергии «либидо». Соответственно, «антикатексис» значит торможение (этих процессов). Большинство выражений со словом «катексис», можно переформулировать, пользуясь терминами «интерес», «внимание», «желание», «стремление». Катексис аналогичен электрическому току, который способен перемещаться из одной структуры в другую, пока не становится связанным. Отсюда глаголы катектировать, декатектировать и гиперкатектировать.
Микаэл Балинт, в книге «Базисный дефект», выделяет четыре вида либидинозного катексиса:
1. исходный
2. нарциссический
3. аутоэротический
4. повторный

## Декатексис
Декатексис (т.е. отрешенность) — явление, противоположное катексису, т.е. отсутствие активности проявления психических процессов.